# Серж Лифар (монета)
«Серж Лифа́р» — ювілейна монета номіналом 2 гривні, випущена Національним банком України, присвячена 100-річчю від дня народження видатного артиста балету, балетмейстера, педагога та теоретика балетного мистецтва Сергія Лифаря (1904—1986), який народився у Києві. З 1929 року — перший танцівник, хореограф та педагог театру «Гранд-Опера» в Парижі, якого називали «поетом руху». Він створив свою систему виховання танцівника.
Монету введено в обіг 25 лютого 2004 року. Вона належить до серії «Видатні особистості України».

## Опис монети та характеристики
| Номінал грн. | Метал      | Маса, г | Діаметр, мм | Якість виготовлення | Гурт     | Тираж, штук |
| ------------ | ---------- | ------- | ----------- | ------------------- | -------- | ----------- |
| 2            | нейзильбер | 12,8    | 31,0        | звичайна            | рифлений | 30 000      |

### Аверс
На аверсі на тлі рельєфного квадрата зображено стилізовану фігуру танцівника в образі Ікара (одна з найвідоміших ролей Лифаря), праворуч на дзеркальному тлі монети розміщено малий Державний Герб України, написи півколом: «УКРАЇНА», «2004», «2», «ГРИВНІ» та логотип Монетного двору Національного банку України.

### Реверс
На реверсі монети зображено профіль Сержа Лифаря (звернений праворуч) і напис у два рядки «СЕРЖ ЛИФАР» (унизу) та праворуч півколом роки життя «1904—1986».

## Автори

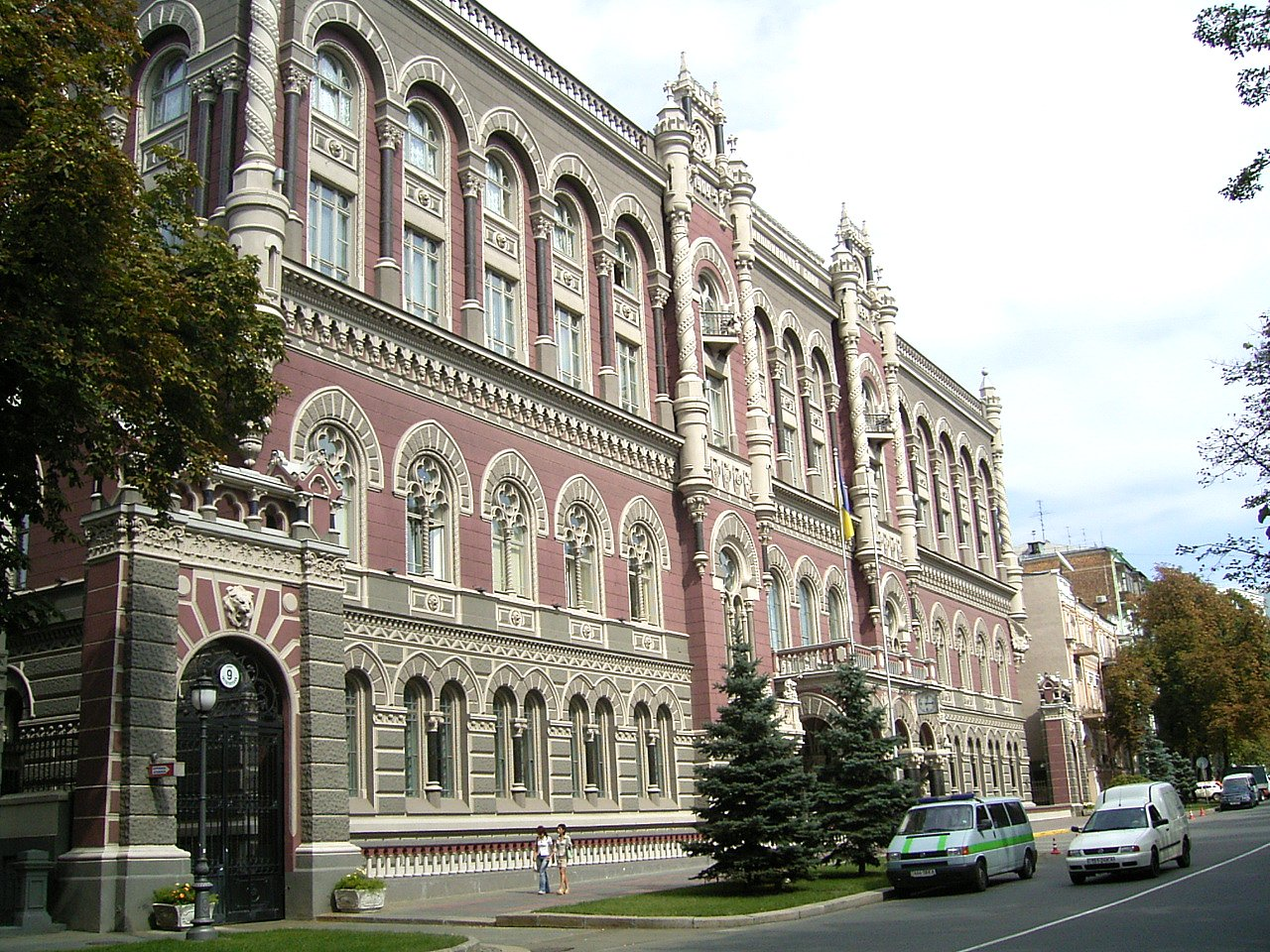
Будівля Національного банку України

- Художники: Терьохіна Оксана, Домовицьких Наталія[1].
- Скульптори: Іваненко Святослав, Атаманчук Володимир.

## Вартість монети
Під час введення монети в обіг 2004 року, Національний банк України розповсюджував монету через свої філії за номінальною вартістю — 2 гривні.
Фактична приблизна вартість монети з роками змінювалася так:
| Рік        | 2010 | 2011 | 2012 | 2013 | 2014 | 2015 | 2016 | 2017 | 2018 | 2019 | 2020 | 2021 | 2022 | 2023 | 2024 | 2025 |
| ---------- | ---- | ---- | ---- | ---- | ---- | ---- | ---- | ---- | ---- | ---- | ---- | ---- | ---- | ---- | ---- | ---- |
| Ціна, грн. | 30   | 40   | 45   | 40   | 35   | 45   | 50   | 65   | 80   | 90   | 100  | 100  | 105  | 190  | 240  | 250  |